# Urobiline
L’urobiline est un pigment jaune donnant sa couleur à l'urine et produit final de la dégradation de l'hème, par oxydation de l'urobilinogène. Ce dernier provient de la bilirubine, elle-même issue de la biliverdine, réaction spécifique aux mammifères. La dégradation de l'hème en biliverdine est, en revanche, partagée par la plupart des animaux.